# BEST～third universe～ & 8th AL "UNIVERSE"
《BEST～third universe～ & 8th AL "UNIVERSE"》（三度體驗～第三次精選～ & 8th AL "無限宇宙"）是日本歌手倖田來未的第8張個人原創專輯以及第5張精選輯，收錄《It's all love!》、《3 SPLASH》、《Alive/Physical thing》及《Can We Go Back》，4張A面單曲。另加上Bonus Track「Moon Crying (Live ver. In Taiwan)」是收錄自2009年10月3、4日於台灣舉辦的「KODA KUMI 2009 TAIWAN LIVE（倖田來未2009台北演唱會）」的演唱會版本。

## 解說
- 本次發行型是為前所未聞的精選輯+原創專輯，以及業界首創的CD+手機鈴聲版本。[1]

- 本作是為了紀念倖田來未出道10周年所發行的作品。原本公司只預定發行精選輯，然而倖田來未本人提出「希望持續進化因此也想製作原創專輯」如此積極的想法，因此前所未有的嘗試將「精選輯」搭配「原創專輯」一起發行，專輯有「無限拓展，持續進化」的意義。

- 本作的10周年特別標語為「（不論是墜入愛情的時候，或者是戀情結束的時候，始終陪伴在你的身邊。）」。

- 封面照於2006年發行的精選輯「BEST～second session～」封面所拍攝的同樣場所、同樣時間、同位攝影師、同樣的佈景進行拍攝。可以從中發現原本20歲出頭的她也快30歲，冰箱也從小冰箱變成大冰箱，飲料也從牛奶變成咖啡等等，顯示出這4年來的變化。

- DVD部分，在2CD中所收錄的歌曲中，新增了原創專輯新拍的「SUPERSTAR」、「You're So Beautiful」2曲音樂錄影帶，然而未收錄「I'll be there」、「With your smile」、「That Ain't Cool」、「Alive」4曲的音樂錄影帶。

- 「CD＋手機鈴聲」版本，原創專輯的手機鈴聲可以在同年9月以前利用專屬密碼下載。SHIDAX限定販售的數量限定盤特典為可下載附有歌詞的音樂錄影帶的「愛之歌」。

- 本作發行紀念演唱會於同年2月4日，由日本告示牌所贊助，舉辦對歌迷感謝的特別演唱會。本次首度翻唱歐陽菲菲的「Love Is Over」一曲且另於「CD＋手機版本」中追加下載。

- 購入者特典為未公開映像限定觀看用「通關限定密碼」（2010年2月10日12時〜2010年2月17日12時），內容為DVD18曲的拍攝幕後花絮剪輯版。

- 同年4月10日，正式展開本作於日本全國9場所18公演的巡迴演唱會。

### 精選輯「BEST～third universe～」
- 本作與2006年3月8日發行的「BEST～second session～」以來相隔約4年的第3張精選（收錄單曲精選以外的不算，若以2009年3月25日發行的合作單曲精選「OUT WORKS & COLLABORATION BEST」也算入為相隔11個月的第5張精選輯）。
- 專輯收錄2006年發行的31st單曲「戀愛花蕾」到2008年發行的42nd單曲「stay with me」共16首。
- 本作未收錄「JUICY」、「我倆･･･」、「愛的証明」、「Once again」以及34th單曲「Cherry Girl/命運」兩曲，共6首A面曲。
- B面曲只有收錄36th單曲「FREAKY」中的「girls」，其他皆未收錄其中。

### 原創專輯「UNIVERSE」
- 與2009年1月28日發行的「TRICK」相隔約1年的第8張原創專輯。
- 專輯收錄與misono的合作曲「It's all Love!」以及「Lick me♥」、「ECSTASY」、「Alive/Physical thing」、「Can We Go Back」6首單曲以及新曲8曲，共14曲（包含Bonus Track為15曲）。
- 與前作相同未收錄B面曲，且唯一一首未收錄的A面曲為44th單曲「3 SPLASH」中的A面曲「奔跑!」。
- 「2CD＋DVD」「2CD」的初回限定盤收錄的Bonus Track，為去年10月於台灣台北市的國立台灣大學綜合體育館，個人首次舉辦的海外公演中「Moon Crying」的演唱會音源版本。

## 發行版本
- 合計共3版本4形態（日本）

### 2CD+DVD
- 精選輯CD收錄16曲。
- 原創專輯CD收錄14曲，以及Bonus Track「Moon Crying (Live ver. In Taiwan)」共15曲。
- DVD收錄11首精選曲目+7首原創專輯曲目，共18曲。

### 2CD
- 精選輯CD收錄16曲。
- 原創專輯CD收錄14曲，以及Bonus Track「Moon Crying (Live ver. In Taiwan)」共15曲。

### CD+手機下載
※僅日本版。
- 精選輯CD收錄16曲。
- 原創專輯鈴聲下載不含Bonus Track，共14曲。
- 發行後加贈特典，於發行招待會演唱歐陽菲菲的「ラブ・イズ・オーヴァー（Love is over）」現場版的歌曲下載。

### CD+手機下載（シダックス盤）[2]
※僅日本SHIDAX（日本知名KTV）專賣版本。
※數量限定盤。
- 精選輯CD收錄16曲。
- 原創專輯鈴聲下載不含Bonus Track，共14曲，但有「愛之歌」附有歌詞的音樂錄影帶下載。
- 本版本與「CD+手機下載」共通。

### CD ONLY
※僅台灣版、香港版。
- 因原創專輯手機下載權利問題，僅發行精選輯CD ONLY。
- 精選輯CD收錄16曲。

## 曲目

### CD Disc 1
- 精選專輯

1. 戀愛花蕾
富士電視台連續劇「愛上恐龍妹」的主題歌。
2. I'll be there
資生堂 2006 SEABREEZE 電視廣告曲。
3. 人魚公主
東芝手機Vodafone 705T 電視廣告曲（本人出演）。
4. With your smile
日本電視台「PRIDE&SPIRIT 日本職業棒球2006」形象歌曲。
5. 悲夢之歌
朝日電視台連續劇「だめんず・うぉ〜か〜」主題歌／ドワンゴ 電視廣告曲。
6. BUT
（松竹・東急系）劇場播出的全美舞蹈電影史上歷代第5名「Step Up」的主題歌、東芝「SoftBank 911T」廣告曲。
7. FREAKY 精彩蛻變
HONDA「ZEST SPORTS」廣告曲。
8. girls
SANKYO「KODA KUMI FEVER LIVE IN HALL」廣告曲。
9. 愛之歌
music.jp 電視廣告曲。
10. LAST ANGEL feat.東方神起
電影「惡靈古堡3：大滅絕」日本公開版形象歌曲、music.jp電視廣告曲。
11. anytime
麒麟啤酒廣告曲、music.jp電視廣告曲。
12. Moon Crying
ABC・朝日電視台系連續劇『Puzzle』的主題曲。
13. That Ain’t Cool 這可不酷
為music.jp 電視廣告曲。
14. Lady Go!
高絲「ヴィセ」廣告曲。
15. TABOO 禁忌
為music.jp 電視廣告曲、日本電視台「女子レスリング世界選手権2008」形象歌曲、「NDS」遊戲『采配のゆくえ』電視廣告曲。
16. stay with me
「au LISMO」廣告曲及Sony Ericsson的手機「Xmini」廣告曲。

### CD Disc 2
- 原創專輯

※：僅收錄於2CD+DVD、2CD版本。
1. Step Into My World
收錄於以世界、宇宙之意的「UNIVERSE」做為專輯名稱的本作品內，蘊含了吸引人們走向未知新世界之意，也作為本專輯導引部份，不僅是接續下一首「Can We Go Back」的壯闊引言，也包含了煽動興奮期待表演開場的觀眾們的開場要素。[3]
2. Can We Go Back
music.jp電視廣告曲。
是一首要奮力甩頭的重搖滾樂曲，曲調也十分簡潔俐落。[3]
3. SUPERSTAR
描繪出女孩子渴望「我要成為你的SUPERSTAR」輕柔飄舞的戀愛心情。多次重複的歌詞「I wanna be」，表現出「希望有一天能永遠伴隨著你」這份堅強信念。[3]
4. You're So Beautiful
唱出「無論何時都認真努力的你很美麗」，充滿魅力的流行中板抒情曲。「沒有無法跨越的高牆，對自己感到生氣的時候也要選擇屬於自己的道路」這個訊息，不僅是獻給落淚站立的聽眾，也是說給自己聽的話語。[3]
5. Lick me♥ 舔我♥
SANKYO「KODA KUMI FEVER LIVE IN HALLⅡ」廣告曲。
如同本人說「好記又能在KTV中點唱的歌曲」一樣，是讓人忍不住想一起拍手高歌，絢麗輕快的歌曲。[3]
6. Work It Out!
這是首擁有流行的廣闊感，卻又像是發洩怒氣般吼叫的搖滾曲，也是獻給職業女性的訊息歌曲。對於在工作中無法找到快樂的人們，她唱出人們不應該只是在意周遭環境，而是要放眼自己的未來。[3]
7. No Way
歌曲所描繪出的是面對著正經說著話女性，男子心不在焉地抽著菸。而女性並非要逃出這個焦躁的氣氛，只是努力想著傳達她的心情。這樣的態度是正顯現出了27歲的她的戀愛觀。[3]
8. Stay
「希望我將會是你歡笑的理由」和「我會永遠在你身旁」這兩句歌詞，也和「SUPERSTAR」相通，是她在戀愛中所追求的根本，也可稱為本質的部份。想送給單相思的人、情人、夫妻，是一首適合說愛的情人節的歌曲。[3]
9. Comes Up
是首能讓人想像到，在演唱會後半場時環繞會場，更貼近觀眾唱歌的曲子。歌詞則率直地寫下「囉唆的我有時難免說得太過火但還是希望能陪在你身邊」顯示自己的心境。[3]
10. Physical thing 本能慾望
music.jp電視廣告曲。
描寫逞強女性那份儘管逞強其實很寂寞的孤獨心理。[3]
11. ECSTASY 著迷
music.jp電視廣告曲。
以沉重有力的吉他和男性吼聲打開序幕，散發出性感女人味的搖滾曲。[3]
12. UNIVERSE
作為專輯同名曲，歌詞中包含了整合整張專輯的訊息。<為了不要後悔僅此一次的人生而不斷向前行>這樣的決心，正是最能象徵倖田來未這位歌手的態度和魅力的標語。[3]
13. It's all love!（倖田來未×misono）
music.jp電視廣告曲，日本電視台「スッキリ!!」片尾曲。
是以樂團演奏的帥氣搖滾單曲。由兩人共同作詞，譜寫的是姐姐安慰妹妹失戀的內容。歌聲嘶啞獨特的姊姊與開放感的高音極具魅力的妹妹，兩人歌聲的交鋒讓人興奮不已。[3]
14. Alive 生存
松竹配給電影「卡姆依外傳」的主題歌。
導演揭示的主題，是將韓德爾的歌劇「里那爾多」中的詠唱曲「LASCIA CH'IO PIANGA 請讓我哭泣」譜上日文歌詞。雖然歌詞中也有<頭也不回的走下去>這種很像她的句子，整體描繪出無法言喻的孤獨以及看不見未來的不安。[3]
15. Moon Crying （Live ver. In Taiwan） ※Bonus Track

### DVD
- 精選+原創音樂錄影帶

1. 戀愛花蕾
2. 人魚公主
3. 悲夢之歌
4. BUT
5. FREAKY 精彩蛻變
6. 愛之歌
7. LAST ANGEL feat.東方神起
8. anytime
9. Moon Crying
10. TABOO 禁忌
11. stay with me
12. It's all Love!
13. Lick me♥ 舔我♥
14. ECSTASY 著迷
15. Physical thing 本能欲望
16. Can We Go Back
17. SUPERSTAR
18. You're So Beautiful

## 資料來源
1. ↑  . avex taiwan inc.  [2010-01-28]. （原始内容存档于2010-02-04）.
2. ↑  . 倖田來未OFFICIAL WEBSITE. 2010-02-01  [2010-02-01]. （原始内容存档于2010-02-04）.
3. 1 2 3 4 5 6 7 8 9 10 11 12 13 14  .   [2010-02-07]. （原始内容存档于2009-02-21）.